# Directed verdict
Als directed verdict bezeichnet man im Recht der Vereinigten Staaten eine richterliche Anordnung an eine Jury. Sie ergeht im Bundesrecht nach Rule 50 FRCP. Die Anordnung, sei sie sponte sua oder auf Antrag einer der beiden Parteien (motion) verhindert, dass die Jury über den Fall entscheiden kann. Der Richter erlässt sie, wenn er der Ansicht ist, dass angesichts des vorliegenden  Beweismaterials eine vernünftige Jury (reasonable jury) nur zu einem bestimmten Ergebnis kommen kann.